# George Fitzsimons
George Kinzie Fitzsimons (ur. 4 września 1928 w Kansas City, Missouri, zm. 28 lipca 2013 w Ogden, Kansas) – amerykański duchowny katolicki, biskup Saliny w latach 1984-2004.

## Życiorys
Ukończył świecką uczelnię Rockhurst University w rodzinnym mieście. W latach 1950–54 służył w Amerykańskich Siłach Powietrznych. Postanowił jednak pójść za głosem powołania. Wstąpił więc do seminarium duchownego w Conception. Święcenia kapłańskie otrzymał 18 marca 1961 z rąk bp. Johna Cody'ego, ówczesnego zwierzchnika jego rodzinnej diecezji Kansas City-Saint Joseph. Pracował m.in. jako kanclerz i wikariusz generalny diecezji. 
20 maja 1975 papież Paweł VI mianował go biskupem pomocniczym Kansas City-Saint Joseph ze stolicą tytularną Pertusa. Sakry udzielił mu jego ówczesny zwierzchnik bp Charles Herman Helmsing. 
28 marca 1984 mianowany ordynariuszem Saliny. 21 października 2004 przeszedł na emeryturę po dwudziestoletnich rządach.